# پادشاهی اوان
پادشاهی اَوان یا پادشاهی آوان (به لاتین Awan، به سومری: 𒈗𒂊𒉈𒀀𒉿𒀭𒆠 , lugal-e-ne a-wa-anki) اولین دودمان ایلام باستان در بین سال‌های ۲۷۰۰ تا ۱۶۰۰ پیش از میلاد و یک دولت-شهر در غرب ایران بود که امروزه اطلاعات کمی از آن شناخته شده‌است. مکان این شهر ناشناخته است.

## خاندان یکم اوان حدود ۲۶۰۰ تا حدود ۲۵۵۰پ. م
در فهرست شاهان سومر که در حدود سدهٔ بیستم پیش از میلاد گردآوری شده‌است، یک خاندان با سه پادشاه با عنوان شاهان اوان گنجانده شده‌است که نام آنان حتی در همان زمان هم از بین رفته بوده‌است و فقط قسمتی از نام سومین شاه به دست ما رسیده‌است. مدت حکومت این سه شاه در مجموع در حدود ۳۶۰ سال ثبت شده که نمی‌تواند درست باشد. حاکمیت این سه شاه باید دست کم یک نسل به طول انجامیده باشد و این دوره به احتمال فراوان پیامد پیروزی ایلامیان بر خاندان نخست اوروک و برافتادن این خاندان بوده‌است که باید در حدود سال ۲۵۸۰پ. م بوده باشد.
اما به نظر می‌رسد که با ظهور خاندان دوم شاهان کیش و خاندان دوم شاهان اور سلطهٔ ایلامیان بر میانرودان از بین رفته باشد. به همین خاطر می‌بینیم که در حدود سال ۲۵۴۰پ. م، اورننشه شاه لاگاش توانسته ایلامیان را شکست دهد و عده‌ای از مردم کوهستان را به اسارت ببرد.

## خاندان دوم اوان حدود ۲۵۵۰ تا حدود ۲۲۷۰پ. م
این سلسله تا حدی با سلسلهٔ سارگن اکدی (۲۳۳۴ تا ۲۲۷۹ پیش از میلاد) هم‌زمان بود. در این مرحله اطلاعات راجع به ایلام در منابع میان‌رودان بسیار واضح و روشن می‌شوند، زیرا توجه میان‌رودانی‌ها به ثروت‌های طبیعی فلات ایران (مانند چوب، سنگ و فلزات) که خود فاقد آن بودند، جذب شده‌بود. گزارش لشکرکشی‌های ایشان اطلاعات مهمی برای بازسازی تاریخ و جغرافیای ایلام به‌دست می‌دهد. دربارهٔ هفت پادشاه نخستین مندرج در فهرست شاهان شوش هیچ‌چیز نمی‌دانیم، اما هشتمین شاه یعنی لوه ایشَن پسر هیشپ راتپ یکم و پسرش هیشپ راتپ دوم، در گزارش لشکرکشی‌های سارگن و پسرش ریموش ذکر شده‌اند. هدف اصلی این لشکرکشی‌های اکدی بهره‌برداری اقتصادی از سرزمین ایلام شامل مرخشی (بلوچستان) بود. اما به‌نظر می‌رسد که این لشکرکشی‌ها در حد تاخت‌وتاز برای کسب غنیمت بود نه فتح واقعی آن قلمرو پهناور. منیش توشو، شاه اکدی، به جنگ در جنوب ادامه داد و یک پیروزی در شریهوم در ساحل خلیج فارس به دست آورد، سپس برای مطیع‌کردن اتحادیه‌ای از سی و دو شهر در ساحل عربی خلیج فارس از دریا عبور کرد. در دوران حکومت نرام سین اکدی، یک معاهده بین حاکم تابع نرام سین شاه اوان، شاید هیتَه، منعقد شد. این قدیمی‌ترین متن شناخته‌شدهٔ ایلامی‌ست که با نشانه‌های خط میخی نوشته‌شده اما ترجمه و تفسیر آن سخت است. پس از برافتادن خاندان شاهان اکد، سراسر میانرودان به دست کوتیان گشوده شد. این زمان از فرمانروایان اوان نیز بی خبریم. شاید اوان و ایلام نیز چیرگی کوتیان را پذیرفته بوده‌اند.

## خاندان سوم اوان حدود ۲۱۰۰ تا حدود ۲۰۵۰پ. م

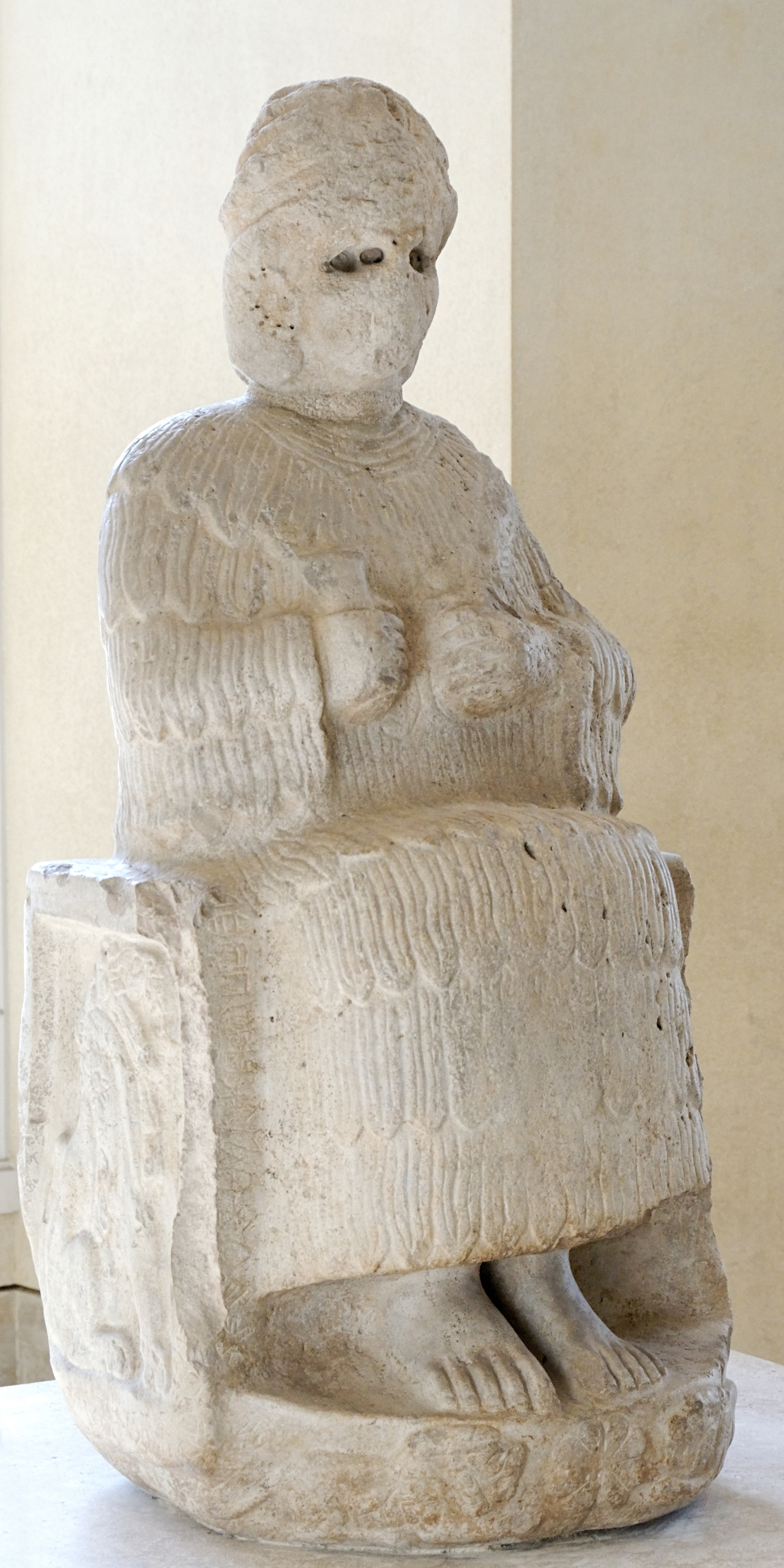
مجسمه الهه نوردی متعلق به کوتیک اینشوشیناک، پادشاه اوان؛ این مجسمه متعلق به حدود ۲۱۰۰ پیش از میلاد است و در موزه لوور نگهداری می‌شود.

آخرین پادشاه فهرست شاهان اوان. کوتیک این شوشینک (به اکدی: پوزور اینشوشینک)، ابتدا شوش و سپس انشان را فتح کرد و به نظر می‌رسد که با مطیع‌کردن پادشاه سیماشکی توانست وحدت کوتاه‌مدتی در فدراسیون ایلامی به‌وجود آورد؛ اما جانشینان او نتوانستند که شوش را در قلمرو ایلام نگه‌دارند. کوتیک این شوشینک چندین کتیبه با نام خود در شوش باقی گذاشته‌است. برخی از آنان به اکدی نوشته‌شده‌اند و بقیه به ایلامیِ خطی؛ ایلامی خطی یک نظام نگارشی است که تنها معدودی از نشانه‌های آن با قطعیت رمزگشایی شده‌اند. شاید نشانه‌های ایلامی خطی از ایلامی ابتدایی گرفته شده باشند. اما سلطهٔ پادشاهان ایلام بر شوش دیری نپایید، چند سال بعد شولگی، پادشاه اور (۲۰۹۴ تا ۲۰۴۷ پیش از میلاد)، این شهر و نواحی اطراف آن را دوباره تصرف کرد، و بار دیگر شهر شوش بخش تابع امپراتوری میان‌رودان شد و تا فروپاشی آن امپراتوری به همین شکل باقی ماند.

## گمان‌ها در مورد جایگاه دولت-شهر اَوان
مکان دولت-شهر اَوان روشن نیست و پژوهشگران نظرهای گوناگونی در مورد جایگاه این دولت-شهر مطرح کرده‌اند.
پوبل و گوتز، اَوان را در ایلام (منظورشان خوزستان است) و نه چندان دور از شوش می‌دانند. والتر هینتس گمان می‌برد اَوان در اطراف دزفول کنونی واقع بوده و محمدزمان خدایی اَوان را در موضع شهر شوشتر می‌داند. هانسمن، با فرض ارتباط معنادار میان ارجاعات به اَوان و انشان، اَوان را منطقه‌ای می‌داند که پایتخت آن شهر انشان بود. وی محل انشان را در بیضا در استان فارس می‌داند. والات حدس می‌زند که منطقه اَوان در کوه‌های زاگرس در لرستان، یا شاید در کردستان بوده‌است.

## فهرست پادشاهان اوان[۱۲]
| خاندان یکم اوان، ح۲۶۰۰- ح۲۵۵۰پ. م                   |       |          |               |            |            |                   | |
| نام دیهیمی                                          | نگاره | فرنام    | زادروز- مرگ   | آغاز شاهی  | پایان شاهی | خویشاوندی         | یادداشت |
| شاه ناشناس                                          |       | شاه اوان |               | ح۲۵۸۰پ. م  |            |                   | همزمان با اورنونگل شاه اوروک |
| لو …                                                |       | شاه اوان |               |            |            |                   | |
| کورایشک                                             |       | شاه اوان |               |            | ح۲۵۵۰پ. م  |                   | ۳۶ سال همزمان با لوگال انه موندو شاه ادب و اورننشه شاه لاگاش                                                                              |
| خاندان دوم اوان، ح۲۵۵۰-ح۲۲۷۰پ. م                    |       |          |               |            |            |                   | |
| نام دیهیمی                                          | نگاره | فرنام    | زادروز- مرگ   | آغاز شاهی  | پایان شاهی | خویشاوندی         | یادداشت |
| پلی                                                 |       | شاه اوان |               | ح۲۵۰۰پ. م  |            |                   | |
| تته یکم                                             |       | شاه اوان |               |            |            |                   | |
| اوکو تنهیش                                          |       | شاه اوان |               |            |            |                   | |
| هیشوتش                                              |       | شاه اوان |               |            |            |                   | |
| شوشون ترنه                                          |       | شاه اوان |               |            |            |                   | |
| نپی ایلهوش                                          |       | شاه اوان |               |            |            |                   | |
| کیکو سیوه تمتی                                      |       | شاه اوان |               |            |            |                   | |
| هیشپ رتپ یکم                                        |       | شاه اوان |               |            |            |                   | |
| لوه ایشن                                            |       | شاه اوان | مرگ ح۲۳۲۵پ. م |            | ح۲۳۲۵پ. م  | پسر هیشپ رتپ یکم  | |
| هیشپ رتپ دوم                                        |       | شاه اوان |               | ح۲۳۲۵پ. م  |            | پسر لوه ایشن      | |
| امه سینی                                            |       | شاه اوان | مرگ ۲۳۱۱پ. م  | ح۲۳۱۵پ. م  | ۲۳۱۱پ. م   |                   | |
| هلو                                                 |       | شاه اوان |               |            |            |                   | |
| هیته                                                |       | شاه اوان |               | ح۲۲۷۰ پ. م | ح۲۲۷۰ پ. م |                   | همزمان با نرم سین شاه اکد |
| خاندان سوم اوان، حدود ۲۱۰۰ تا حدود ۲۰۷۸پیش از میلاد |       |          |               |            |            |                   | |
| نام دیهیمی                                          | نگاره | فرنام    | زادروز- مرگ   | آغاز شاهی  | پایان شاهی | خویشاوندی         | یادداشت |
| کوتیک این شوشینَک                                    |       | شاه اوان |               | ح۲۱۰۰پ. م  |            | پسر شینپی هیش هوک | همزمان با اورنمو شاه اور. شوش در سال‌های ۲۰۷۸ و ۲۰۱۶پ. م به دست سپاهیان اور گشوده شد. پس از وی شاهان سیماشکی رهبری ایلام را در دست گرفتند. |

## کتابشناسی
- Cameron, George, "History of Early Iran", Chicago, 1936 (repr. , Chicago, 1969; tr. E. -J. Levin, L’histoire de l’Iran antique, Paris, 1937; tr. H. Anusheh، ایران در سپیده دم تاریخ، Tehran, 1993)
- D’yakonov, I. M. , "Istoriya Midii ot drevenĭshikh vremen do kontsa IV beka de e.E" (The history of Media from ancient times to the end of the 4th century BCE), Moscow and Leningrad, 1956; tr. Karim Kešāvarz as Tāriḵ-e Mād, Tehran, 1966.
- Hinz, W. , "The Lost World of Elam", London, 1972 (tr. F. Firuznia، دنیای گمشده ایلام، Tehran, 1992)
- Legrain, Leon, "Historical Fragments", Philadelphia, The University of Pennsylvania Museum Publications of the Babylonian Section, vol. XIII, 1922.
- Majidzadeh, Yusef, "History and civilization of Elam", Tehran, Iran University Press, 1991.
- Majidzadeh, Yusef, "History and civilization of Mesopotamia", Tehran, Iran University Press, 1997, vol.۱.
- Qashqai, H., Chronicle of Elamites, Tehran, Avegan press, 2011 (in Persian: گاهنمای ایلامیان)
- The Cambridge Ancient History
- The Cambridge History of Iran
- Vallat , François. Elam: The History of Elam. Encyclopaedia Iranica , vol. VIII pp. 301-313. London/New York , 1998.